# Kassandra (Calcídica)
Kassandra, o Casandra en castellano, (griego: Κασσάνδρα) es un municipio de la República Helénica perteneciente a la unidad periférica de Calcídica de la periferia de Macedonia Central. Toma su nombre del rey Casandro de Macedonia y de la antigua ciudad Casandrea construida en el istmo de Potidea. Su capital es la villa de Kassandreia (Casandrea), que se fundó con el nombre de Valta en el siglo XVI, hasta el siglo XX que retoma su nombre de la ciudad homónima de la antigüedad, Casandrea.
El municipio se formó en 2011 mediante la fusión de los antiguos municipios de Kassandra (Casandra) y Palini (Palene), que pasaron a ser unidades municipales. El municipio tiene un área de 334,3 km², de los cuales 206,1 pertenecen a la unidad municipal de Kassandra (Casandra).
En 2011 el municipio tenía 16 672 habitantes, de los cuales 10 760 viven en la unidad municipal de Kassandra (Casandra). En 2021, tenía 16 861 habitantes.
Ocupa la mayor parte de la península de Palene.
Es uno de los lugares más famosos de toda la Calcídica por su especial desarrollo en el sector turístico gracias a sus infinitas playas de arena blanca y aguas cristalinas, así como amplias zonas cubiertas de densa vegetación y pinares que llegan hasta un mar azul verdoso.
El desarrollo del turismo ha promovido la creación de instalaciones turísticas muy bien organizadas, hoteles de lujo y muchos centros de entretenimiento que brindan un entorno idóneo de vacaciones para visitantes griegos de fin de semana y turistas de todo el mundo que se reúnen para disfrutar de la belleza de la auténtica naturaleza griega.

## Geografía
Véase Palene.

## Historia
Véase Palene.

## Economía
Véase Palene.